# Formel 1-VM 2007
Formel 1-VM 2007 hade 17 deltävlingar som kördes under perioden 18 mars-21 oktober. Förarmästerskapet vanns av finländaren Kimi Räikkönen och konstruktörsmästerskapet av Ferrari.  Säsongen blev den jämnaste i F1- historien då Räikkönen, britten Lewis Hamilton och spanjoren Fernando Alonso slutade på respektive 110, 109 och 109 poäng.

## Nyheter

### Tävlingar
- Belgiens Grand Prix återkom medan San Marinos Grand Prix utgick säsongen 2007. Tysklands Grand Prix ersattes av Europas Grand Prix, som kördes på Nürburgring, men återkom säsongen 2008 och kördes då på Hockenheimring.

- Japans Grand Prix flyttade till Fuji International Speedway där det kördes senast säsongen 1977. Australiens Grand Prix inledde säsongen som det traditionellt har gjort tidigare.

### Regeländringar
- Bridgestone skulle leverera däck till samtliga stall 2007. Dessutom infördes så kallad motorfrysning, vilken innebär att stallen måste använda de motorkonstruktioner som användes i Japan 2006 och Brasilien 2006 även 2007. Båda dessa ändringar gäller även säsongerna 2008, 2009 och 2010.

### Övergångar
Ferraris Michael Schumacher avslutade sin karriär och ersattes av Kimi Räikkönen medan Felipe Massa förlängde sitt kontrakt. Världsmästaren Fernando Alonso skrev ett treårskontrakt med McLaren och fick GP2-mästaren Lewis Hamilton som stallkamrat. Heikki Kovalainen ersatte Alonso i Renault, där han körde tillsammans med Giancarlo Fisichella. BMW, Honda och Toyotas uppställningar var oförändrade medan Red Bull ersatte Christian Klien med Mark Webber från Williams. Webbers plats togs av Alexander Wurz. Anthony Davidson ersatte Sakon Yamamoto i Super Aguri. Midland ombildades till Spyker, där Tiago Monteiro ersattes av Adrian Sutil.

## Vinnare
- Förare:  Kimi Räikkönen, Ferrari
- Konstruktör:  Ferrari, Italien

## Grand Prix-kalender
| Grand Prix                 | Datum        | Bana          | Vinnande förare | Vinnande tillverkare |   |
| -------------------------- | ------------ | ------------- | --------------- | -------------------- | - |
| Australiens Grand Prix     | 18 mars      | Albert Park   | Kimi Räikkönen  | Ferrari              | * |
| Malaysias Grand Prix       | 8 april      | Sepang        | Fernando Alonso | McLaren-Mercedes     | * |
| Bahrains Grand Prix        | 15 april     | Sakhir        | Felipe Massa    | Ferrari              | * |
| Spaniens Grand Prix        | 13 maj       | Catalunya     | Felipe Massa    | Ferrari              | * |
| Monacos Grand Prix         | 27 maj       | Monaco        | Fernando Alonso | McLaren-Mercedes     | * |
| Kanadas Grand Prix         | 10 juni      | Montréal      | Lewis Hamilton  | McLaren-Mercedes     | * |
| USA:s Grand Prix           | 17 juni      | Indianapolis  | Lewis Hamilton  | McLaren-Mercedes     | * |
| Frankrikes Grand Prix      | 1 juli       | Magny-Cours   | Kimi Räikkönen  | Ferrari              | * |
| Storbritanniens Grand Prix | 8 juli       | Silverstone   | Kimi Räikkönen  | Ferrari              | * |
| Europas Grand Prix         | 22 juli      | Nürburgring   | Fernando Alonso | McLaren-Mercedes     | * |
| Ungerns Grand Prix         | 5 augusti    | Hungaroring   | Lewis Hamilton  | McLaren-Mercedes     | * |
| Turkiets Grand Prix        | 26 augusti   | Istanbul Park | Felipe Massa    | Ferrari              | * |
| Italiens Grand Prix        | 9 september  | Monza         | Fernando Alonso | McLaren-Mercedes     | * |
| Belgiens Grand Prix        | 16 september | Spa           | Kimi Räikkönen  | Ferrari              | * |
| Japans Grand Prix          | 30 september | Fuji          | Lewis Hamilton  | McLaren-Mercedes     | * |
| Kinas Grand Prix           | 7 oktober    | Shanghai      | Kimi Räikkönen  | Ferrari              | * |
| Brasiliens Grand Prix      | 21 oktober   | Interlagos    | Kimi Räikkönen  | Ferrari              | * |

## Team och förare
| Stall/Tillverkare  | Nummer     | Förare                           |
| ------------------ | ---------- | -------------------------------- |
| BMW                | 9          | Nick Heidfeld, Tyskland          |
| BMW                | 10         | Robert Kubica, Polen             |
| BMW                | Testförare | Timo Glock, Tyskland             |
| BMW                | Testförare | Sebastian Vettel, Tyskland       |
| Ferrari            | 5          | Felipe Massa, Brasilien          |
| Ferrari            | 6          | Kimi Räikkönen, Finland          |
| Ferrari            | Testförare | Luca Badoer                      |
| Ferrari            | Testförare | Marc Gené                        |
| Honda              | 7          | Jenson Button, Storbritannien    |
| Honda              | 8          | Rubens Barrichello, Brasilien    |
| Honda              | Testförare | Christian Klien, Österrike       |
| Honda              | Testförare | James Rossiter, Storbritannien   |
| McLaren-Mercedes   | 1          | Fernando Alonso, Spanien         |
| McLaren-Mercedes   | 2          | Lewis Hamilton, Storbritannien   |
| McLaren-Mercedes   | Testförare | Pedro de la Rosa, Spanien        |
| McLaren-Mercedes   | Testförare | Gary Paffett, Storbritannien     |
| Red Bull-Renault   | 14         | David Coulthard, Storbritannien  |
| Red Bull-Renault   | 15         | Mark Webber, Australien          |
| Red Bull-Renault   | Testförare | Michael Ammermüller, Tyskland    |
| Red Bull-Renault   | Testförare | Robert Doornbos, Nederländerna   |
| Renault            | 3          | Giancarlo Fisichella, Italien    |
| Renault            | 4          | Heikki Kovalainen, Finland       |
| Renault            | Testförare | Nelsinho Piquet, Brasilien       |
| Renault            | Testförare | Ricardo Zonta, Brasilien         |
| Spyker-Ferrari     | 20         | Adrian Sutil, Tyskland           |
| Spyker-Ferrari     | 21         | Christijan Albers, Nederländerna |
| Spyker-Ferrari     | 21         | Markus Winkelhock, Tyskland      |
| Spyker-Ferrari     | 21         | Sakon Yamamoto, Japan            |
| Spyker-Ferrari     | Testförare | Fairuz Fauzy, Malaysia           |
| Spyker-Ferrari     | Testförare | Adrián Vallés, Spanien           |
| Spyker-Ferrari     | Testförare | Giedo van der Garde              |
| Spyker-Ferrari     | Testförare | Markus Winkelhock, Tyskland      |
| Super Aguri-Honda  | 22         | Takuma Sato, Japan               |
| Super Aguri-Honda  | 23         | Anthony Davidson, Storbritannien |
| Super Aguri-Honda  | Testförare | Sakon Yamamoto, Japan            |
| Super Aguri-Honda  | Testförare | James Rossiter, Storbritannien   |
| Toro Rosso-Ferrari | 18         | Vitantonio Liuzzi, Italien       |
| Toro Rosso-Ferrari | 19         | Scott Speed, USA                 |
| Toro Rosso-Ferrari | 19         | Sebastian Vettel, Tyskland       |
| Toyota             | 11         | Ralf Schumacher, Tyskland        |
| Toyota             | 12         | Jarno Trulli, Italien            |
| Toyota             | Testförare | Franck Montagny, Frankrike       |
| Williams-Toyota    | 16         | Nico Rosberg, Tyskland           |
| Williams-Toyota    | 17         | Alexander Wurz, Österrike        |
| Williams-Toyota    | 17         | Kazuki Nakajima, Japan           |
| Williams-Toyota    | Testförare | Narain Karthikeyan, Indien       |
| Williams-Toyota    | Testförare | Kazuki Nakajima, Japan           |

## Slutställning

### Förare

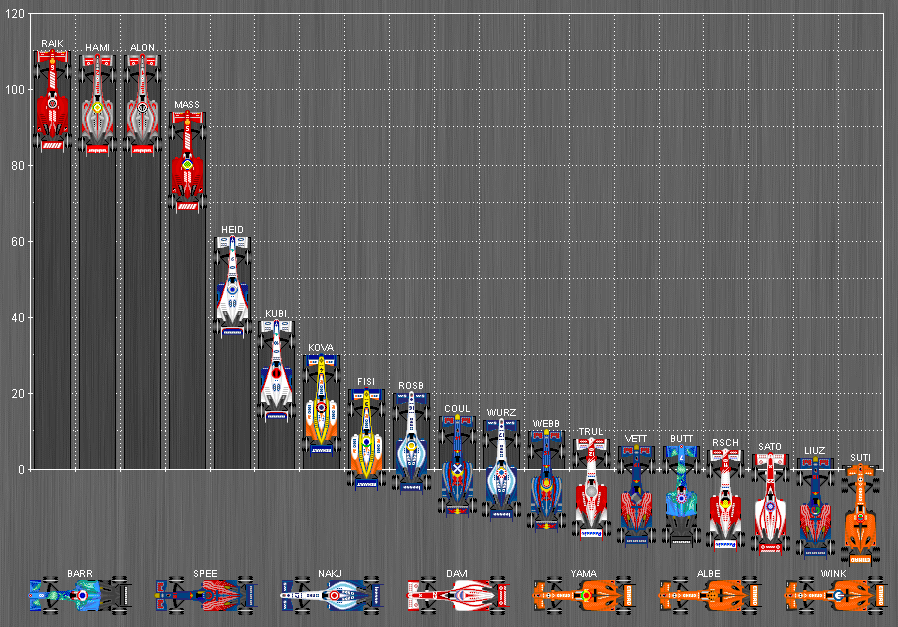
Slutställningen i bild

| Placering | Förare               | Konstruktör        | Poäng |
| --------- | -------------------- | ------------------ | ----- |
| 1         | Kimi Räikkönen       | Ferrari            | 110   |
| 2         | Lewis Hamilton       | McLaren-Mercedes   | 109   |
| 3         | Fernando Alonso      | McLaren-Mercedes   | 109   |
| 4         | Felipe Massa         | Ferrari            | 94    |
| 5         | Nick Heidfeld        | BMW                | 61    |
| 6         | Robert Kubica        | BMW                | 39    |
| 7         | Heikki Kovalainen    | Renault            | 30    |
| 8         | Giancarlo Fisichella | Renault            | 21    |
| 9         | Nico Rosberg         | Williams-Toyota    | 20    |
| 10        | David Coulthard      | Red Bull-Renault   | 14    |
| 11        | Alexander Wurz       | Williams-Toyota    | 13    |
| 12        | Mark Webber          | Red Bull-Renault   | 10    |
| 13        | Jarno Trulli         | Toyota             | 8     |
| 14        | Sebastian Vettel     | Toro Rosso-Ferrari | 6     |
| 15        | Jenson Button        | Honda              | 6     |
| 16        | Ralf Schumacher      | Toyota             | 5     |
| 17        | Takuma Sato          | Super Aguri-Honda  | 4     |
| 18        | Vitantonio Liuzzi    | Toro Rosso-Ferrari | 3     |
| 19        | Adrian Sutil         | Spyker-Ferrari     | 1     |
| 20        | Rubens Barrichello   | Honda              | 0     |
| 21        | Scott Speed          | Toro Rosso-Ferrari | 0     |
| 22        | Kazuki Nakajima      | Williams-Toyota    | 0     |
| 23        | Anthony Davidson     | Super Aguri-Honda  | 0     |
| 24        | Sakon Yamamoto       | Spyker-Ferrari     | 0     |
| 25        | Christijan Albers    | Spyker-Ferrari     | 0     |
| 26        | Markus Winkelhock    | Spyker-Ferrari     | 0     |

### Konstruktörer
| Placering | Konstruktör        | Poäng |
| --------- | ------------------ | ----- |
| 1         | Ferrari            | 204   |
| 2         | BMW                | 101   |
| 3         | Renault            | 51    |
| 4         | Williams-Toyota    | 33    |
| 5         | Red Bull-Renault   | 24    |
| 6         | Toyota             | 13    |
| 7         | Toro Rosso-Ferrari | 8     |
| 8         | Honda              | 6     |
| 9         | Super Aguri-Honda  | 4     |
| 10        | Spyker-Ferrari     | 1     |
| -         | McLaren-Mercedes   | 0     |